# SHIBUYA ENTERTAINMENT THEATER PLEASURE PLEASURE
SHIBUYA ENTERTAINMENT THEATER PLEASURE PLEASURE（シブヤエンターテインメントシアター プレジャープレジャー）は、東京都渋谷区道玄坂渋谷プライム6階にあるコンサートホール及びライブハウス。運営はカトープレジャーグループが手掛ける。

## 概要
2009年1月30日に松竹が運営していた映画館『渋谷ピカデリー』が閉館し、跡地に『SHIBUYA ENTERTAINMENT THEATER PLEASURE PLEASURE』として2010年3月4日に開業、3月10日に開館した。同年6月1日に森永乳業がネーミングライツを取得し、施設名称が『Mt.RAINIER HALL SHIBUYA PLEASURE PLEASURE』（通称『マウントレーニアホール』）に改称されたが、2020年1月31日をもって森永乳業とのネーミングライツ契約が終了し、翌2月1日より正式名称の『SHIBUYA PLEASURE PLEASURE』に戻ることになった。
ステージは新設されたが、座席などの設備は渋谷ピカデリー時のものが再利用された。こけら落としとなった公演は、センチメンタル・シティ・ロマンスによるライブであった。